# Joe Dinicol
Joe Dinicol (Stratford, 22 dicembre 1983) è un attore canadese.
È figlio dell'attore Keith Dinicol.

## Biografia
Dinicol è nato a Stratford, Ontario (Canada) nel 1983. La sua prima recitazione è avvenuta al Stratford Shakespeare Festival quando era ancora un bambino. Dopo alcune apparizioni teatrali, ha debuttato nella carriera televisiva recitando nelle serie televisive canadesi Train 48 e Rideau Hall.
Il suo debutto è stato comunque segnato dopo la sua recitazione nell'opera teatrale Aspettando Godot trasmessa in televisione dalla Canadian Broadcasting Corporation.
Nel 2007 ha interpretato uno dei protagonisti in Le cronache dei morti viventi film di George A. Romero.
Dal 2015 ha partecipato a due serie famose, Blindspot e Arrow.

## Filmografia

### Cinema
- Jacob Two Two Meets the Hooded Fang, regia di George Bloomfield (1999)
- Il giardino delle vergini suicide (The Virgin Suicides), regia di Sofia Coppola (1999)
- Water Damage, regia di Murray Battle (1999)
- Fast Food High, regia di Nisha Ganatra (2003)
- Kart Racer, regia di Stuart Gillard (2003)
- Il segreto di Claire (The Marsh), regia di Jordan Barker (2006)
- Weirdsville, regia di Allan Moyle (2007)
- Bottom Feeder, regia di Randy Daudlin (2007)
- Le cronache dei morti viventi (Diary of the Dead), regia di George A. Romero (2007)
- Guerra sporca (Passchendaele), regia di Paul Gross (2008)
- Puck Hogs, regia di Warren P. Sonoda (2009)
- Scott Pilgrim vs. the World, regia di Edgar Wright (2010)
- Servitude, regia di Warren P. Sonoda (2011)
- Bad Meat, regia di Lulu Jarmen (2011)
- Cubicle Warriors, regia di Jeff Stephenson (2013)
- Two Deaths of Henry Baker, regia di Felipe Mucci (2020)
- White Men Can't Jump, regia di Calmatic (2023)

### Televisione
- La mia vita con Derek  (2005)
- I misteri di Murdoch (Murdoch Mysteries) - serie TV, episodio 2x04 (2009)
- La mia babysitter è un vampiro (2011)
- The L.A. Complex - serie TV (2012)
- Arrow - serie TV (2012-2020)
- Grey's Anatomy - serie TV (2015-in corso)
- Blindspot - serie TV, 6 episodi (2015-2016)
- Saving Hope - serie TV, (2017)

## Doppiatori italiani
Nelle versioni in italiano delle opere in cui ha recitato, Joe Dinicol è stato doppiato da:
- Alessio Puccio ne Le cronache dei morti viventi
- Federico Zanandrea ne La mia babysitter è un vampiro
- Flavio Aquilone in Grey's Anatomy
- Davide Perino in Blindspot
- Fabrizio De Flaviis in Arrow
- Federico Campaiola in Countdown